# Église Notre-Dame-du-Rosaire de Détroit
L'église Notre-Dame-du-Rosaire est une église catholique de Détroit inscrite au Registre national des lieux historiques depuis 1982. Elle se trouve Woodward Avenue et dépend de l'archidiocèse de Détroit.

## Historique
Cette église au style roman massif a été construite à l'origine comme église épiscopalienne et dédiée à saint Joseph. Elle remplace en 1896 la chapelle épiscopalienne du même nom érigée en 1883-1884 sur les dons de Mrs L.R. Medbury, et devenue trop petite. La paroisse fusionne en 1906 avec celle de Saint-Paul à côté et vendue au père van Anthwerp qui fonde la nouvelle paroisse catholique de Notre-Dame-du-Rosaire en 1907. La nef est agrandie et une statue dorée de la Vierge Marie, rappelant celle de Lourdes, est installée au-dessus du clocher.

## Architecture
Le style massif de cette église de grès est remarquable du goût du XIXe siècle pour l'architecture néomédiévale, et celle-ci est particulière rappelant les petites églises fortifiées d'Angleterre. Elle est de style néoroman avec un haut pignon et deux tours crénelées dont la plus haute, rectangulaire, sert de clocher. La petite tour au nord est ronde, crénelée et couverte d'une toiture conique. La façade sous le pignon est ornée d'une grande rosace. Cette église est l'œuvre des architectes de Détroit William Malcomson et William Higginbotham.

## Source
- (en) Cet article est partiellement ou en totalité issu de l’article de Wikipédia en anglais intitulé « Our Lady of the Rosary Roman Catholic Church (Detroit, Michigan) » (voir la liste des auteurs).